# Żleb Stanisławskiego (Ganek)

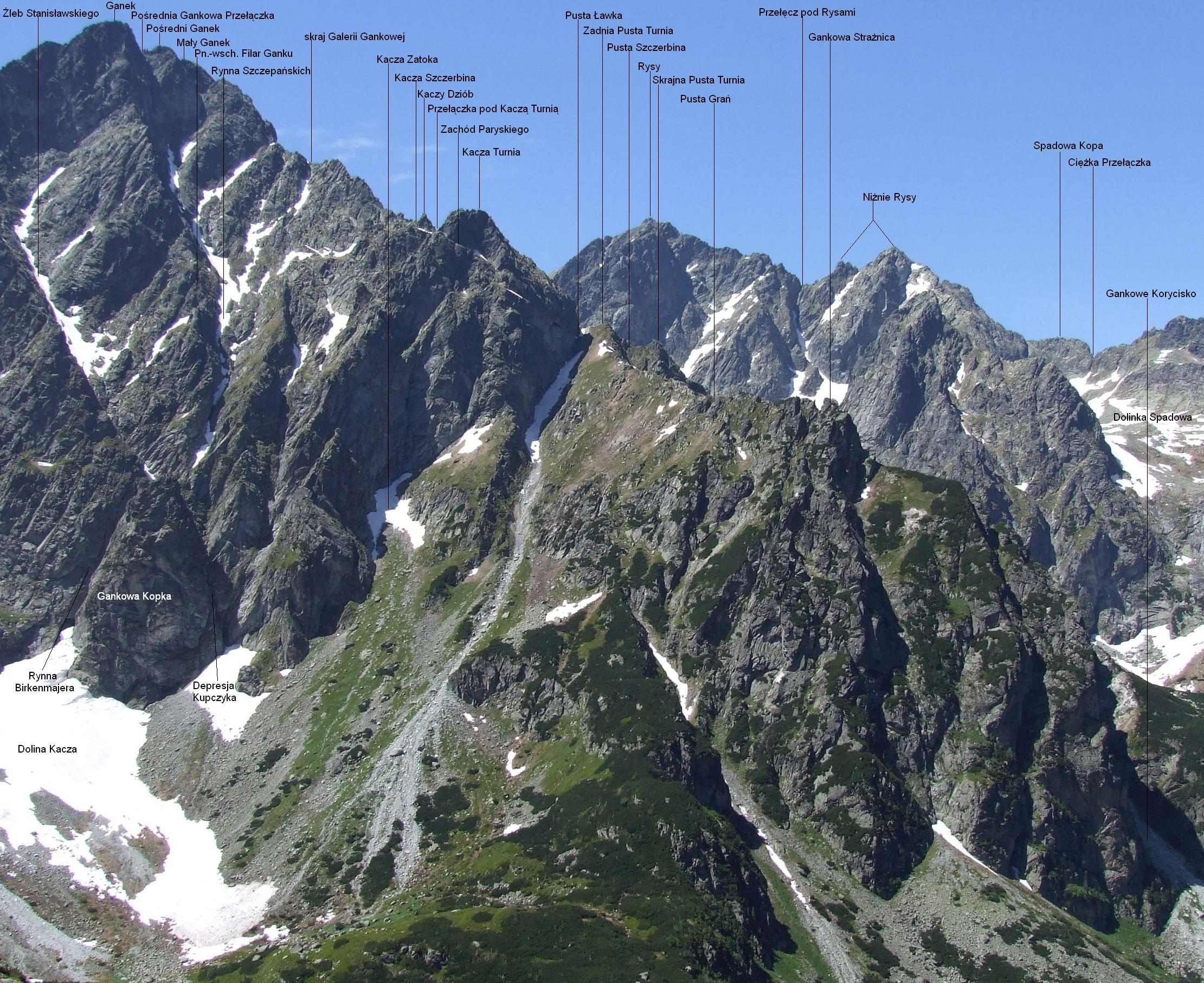
Widok z Doliny Litworowej

Żleb Stanisławskiego (słow. Stanisławského žľab) – opadająca do Doliny Kaczej depresja w masywie Ganku w słowackich Tatrach Wysokich. Ma największą w całym masywie Ganku deniwelację – około 680 m.
Żleb Stanisławskiego i Rynna Szczepańskich (przez W. Cywińskiego nazywana Żlebem Świerza) tworzą boczne ograniczenie Północno-wschodniego Filaru Ganku. Poniżej jego dolnego końca łączą się z sobą tworząc Rynnę Birkenmajera. Nazwa Żleb Stanisławskiego źle oddaje charakter tej depresji. W istocie bowiem ma ona na różnych wysokościach charakter depresji, żlebu lub komina. Władysław Cywiński wyróżnił w niej trzy różniące się charakterem i trudnościami odcinki:
- część najniższa o deniwelacji około 100 m to Rynna Birkenmajera. W istocie jest to głęboki komin
- część środkowa – częściowo płytowy, częściowo trawiasty, szeroki żleb o umiarkowanej stromiźnie
- część najwyższa o deniwelacji około 150 m – strome urwisko wschodniej ściany Ganku[3].

Żlebem Stanisławskiego prowadzi droga wspinaczkowa Północno-wschodnią depresją. Jej przejście to V w skali tatrzańskiej, czas przejścia 7 godz.

## Historia
Pierwsze przejście
- letnie: Wiesław Stanisławski i Józef Wójcik 17 lipca 1943 r.
- zimowe przejście całej drogi: Marek Karpiński i Jan Zarbski 22 kwietnia 1956 r.[2]

Były wcześniejsze zimowe przejścia, ale tylko niektórych odcinków drogi.
Wypadki
Ze Żlebem Stanisławskiego i jego okolicami wiążą się trzy dramatyczne taternickie wydarzenia. Opisał je w trzech opowiadaniach Wawrzyniec Żuławski w „Tragediach tatrzańskich”:
- w czasie próby pierwszego zimowego przejścia Północno-wschodniego Filara Ganku z wycieńczenia zmarł słynny taternik Wincenty Birkenmajer („Śmierć Birkenmajera”). Przypadek ten taternicy nazywają błędem Birkenmajera;
- tragiczny koniec zespołu Andrzej Nunberg-Jerzy Woźniak („W ścianach Rumanowego i Ganku”);
- dramatyczna, ale szczęśliwie zakończona wyprawa Ruth Hale, Witolda Henryka Paryskiego i Ludwika Januszewicza w sierpniu 1937 r. Przez trzy dni, w deszczu, zimnie i bez jedzenia błąkali się po masywie Ganku zdezorientowani z powodu mgły i zmęczenia. Resztkami sił, dzięki uporowi i sile życia trafili na zachód trawersujący zachodnią ścianę Kaczej Turni i zeszli nim do Doliny Ciężkiej („Gdy Tatry ogarnie powódź”)[3].